# Сук (ринок)

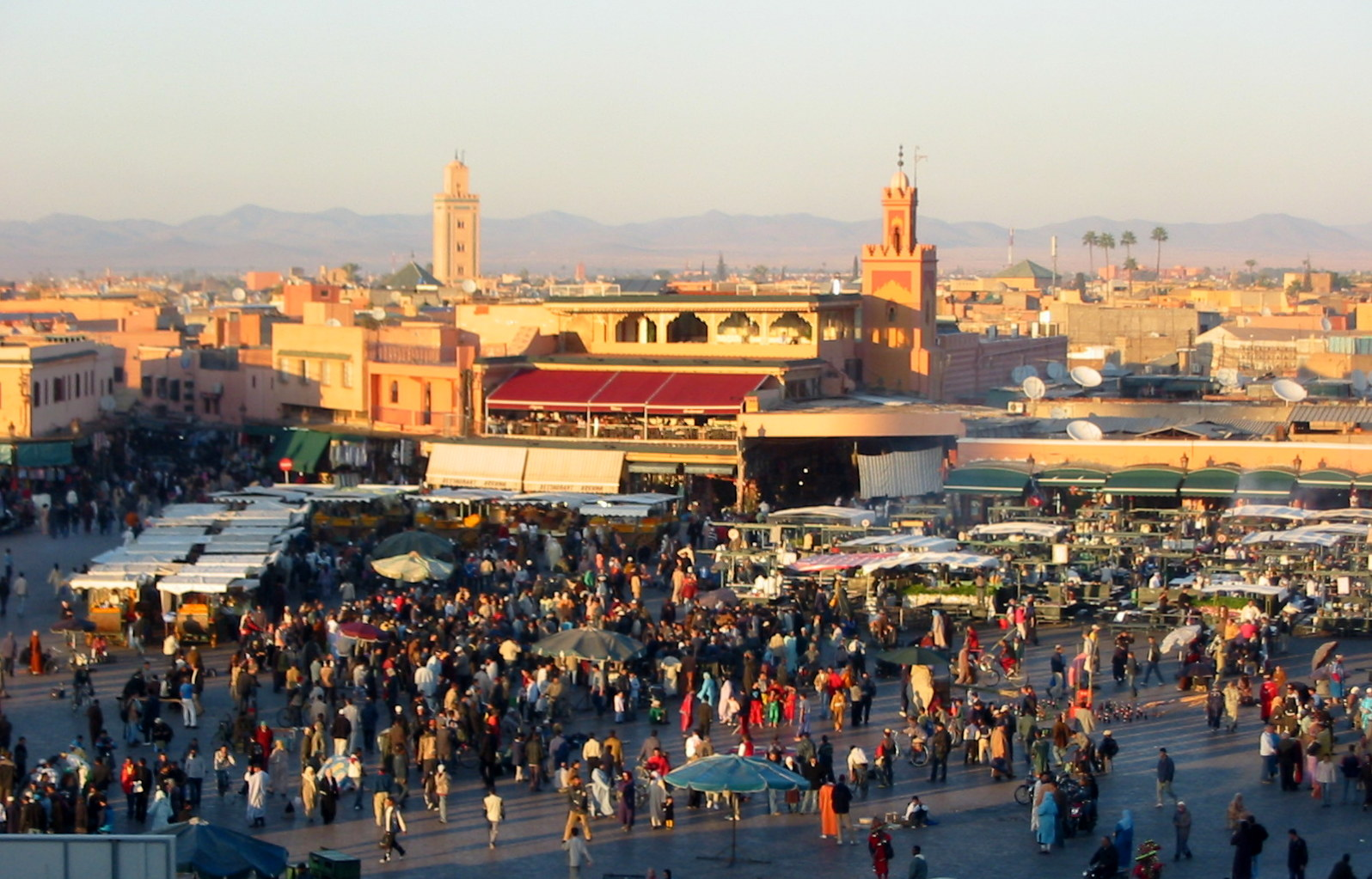
Площа Джема аль-Фна в Марракеші переходить в сук

Сук (араб. سوق, sūq) — торгова частина та комерційний центр міста в арабських країнах. Ринок у будь-якому арабському, берберському, а іноді і європейському місті.

## Термін
Термін, синонімічний до перського «базар». Суком також називали вільний щотижневий ринок у невеликих містах, коли оголошувалося перемир'я між племенами для торгівлі надлишками товарів. У сучасній літературній арабській мові слово «сук» використовується як термін для позначення як ринку в буквальному сенсі, так і ринку як економічного поняття.
Крім основного ринку майже в кожному кварталі міста є свій маленький сук .

## Структура

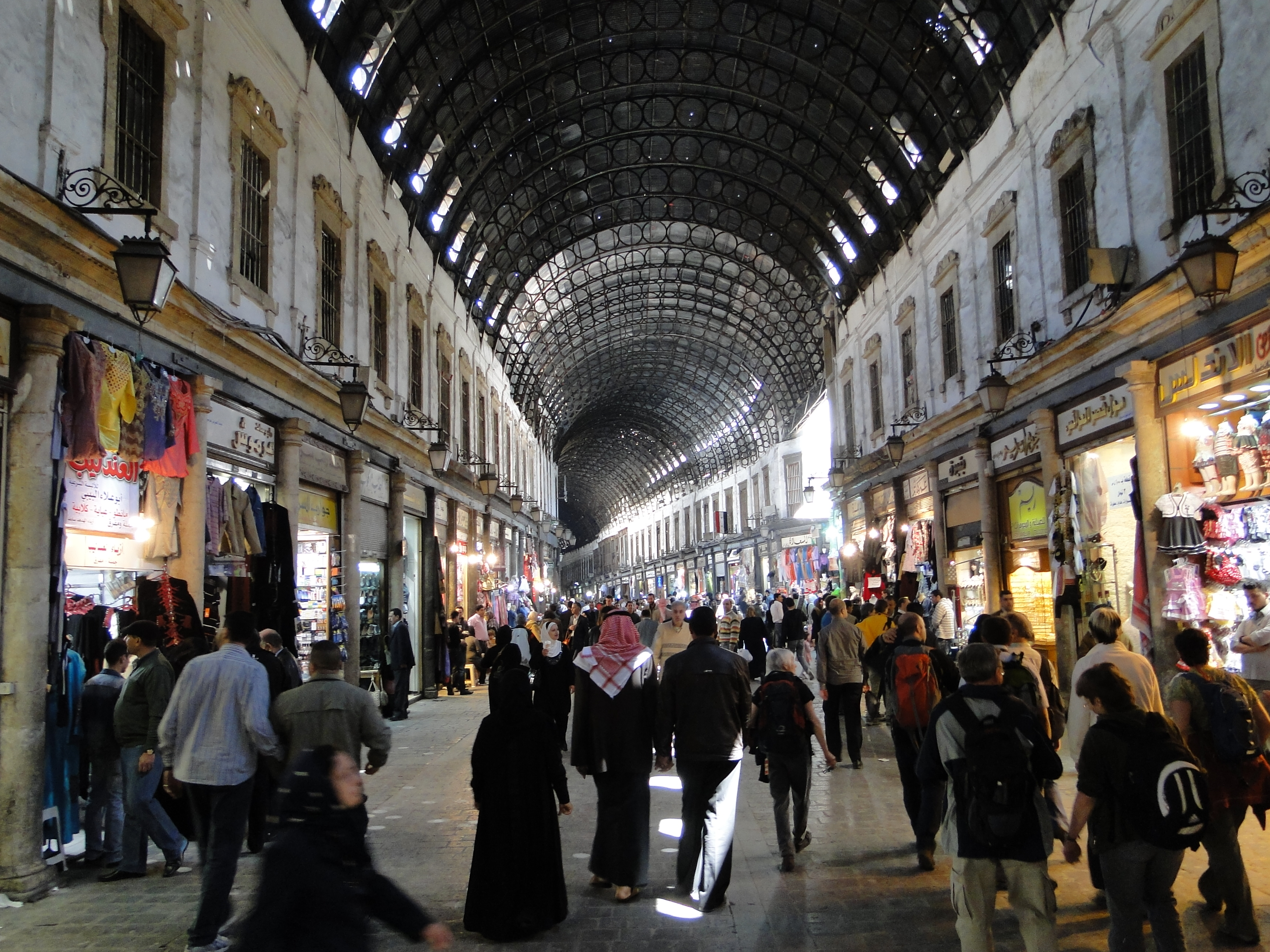
Сук у Дамаску

На типових вуличках суку домінують дрібні крамнички, склади та майстерні ремісників. Водночас сук є центром зовнішньої торгівлі й фінансового та кредитного обігу. Тут широко представлені заклади сфери послуг та обов'язкові мечеті. Сук організовано таким чином, що продавці певного товару групуються більш-менш в одному місті, їхні склади розміщені якомога ближче до крамниць. Типовим для суків є центральні споруди у вигляді караван-сараїв. Це зазвичай багатоповерхові будинки з закритим внутрішнім двором. У типовому суку крамнички «шляхетніших» ремесел, наприклад майстрів золотарства, розташовуються по центру або у найжвавіших місцях. Більшість суків є критими спорудами.

## Історія
Спочатку сук влаштовувався на певній відстані від міста на караванному шляху, куди звозилися товари одного або декількох караванів. Період проведення суку був часом святкувань та розваг, коли перед народом виступали артисти, оповідачі казок, поети та танцюристи. Такі сезонні ринки й досі виконують, зокрема, й цю культурну функцію.
Зі зростанням міст, значення ринків збільшилося, тож їх стали облаштовувати як постійні базари вже в центрі міста. Великий сук ділиться на декілька маленьких спеціалізованих ринків. Наприклад, золотий, текстильний, сук прянощів та інші.
На початку XX століття суки почали дедалі більше втрачати своє значення й з часом перетворилися на дешеве місце проживання для емігрантів. Східний колорит та екзотичність суків приваблювали туристів, що призвело до відновлення та клопіткої реставрації багатьох закинутих суків, які стали туристичною візитівкою багатьох арабських міст. 
Зі зростанням значення туризму відбулася й поступова зміна асортименту суків, де зараз пропонують переважно фольклористичні сувеніри, товари категорії люкс та модні шкіряні вироби. Представники традиційних ремесел дедалі більше допасовують свої товари до потреб і смаків західних туристів.